# 1972年ミュンヘンオリンピックのニジェール選手団
1972年ミュンヘンオリンピックのニジェール選手団（1972ねんミュンヘンオリンピックのニジェールせんしゅだん）は、1972年にミュンヘンで開催されたオリンピックのニジェール選手団。

## メダル
| メダル   | 選手名        | 競技       | 種目               |
| -------- | ------------- | ---------- | ------------------ |
| 銅メダル | Issake Dabore | ボクシング | ライトウェルター級 |